# Shigeru Yoshida
Shigeru Yoshida (jap. 吉田 茂 Yoshida Shigeru; ur. 22 września 1878 w Yokosuce w prefekturze Kanagawa, zm. 20 października 1967 w Tokio) – japoński polityk, premier Japonii w latach 1946–1947 i 1948–1954.

## Życiorys
Był politykiem Partii Liberalnej, a w latach 1946–1954 jej przewodniczącym. Od maja 1946 r. do maja 1947 r. i od października 1948 r. do grudnia 1954 r. był premierem. W latach 1945–1947 i 1948–1954 był również ministrem spraw zagranicznych.
Premier Yoshida był rzecznikiem ścisłej współpracy Japonii ze Stanami Zjednoczonymi.
Na łożu śmierci przyjął chrzest w obrządku rzymskokatolickim. Katoliczkami były jego żona i córka.
Jego wnukiem jest polityk, b. premier (od 24 września 2008 r. do 16 września 2009 r.), Tarō Asō.